# Jakob Dybdal Abrahamsen
Jakob Dybdal Abrahamsen (* 29. Juli 1994 in Aarhus) ist ein dänischer Leichtathlet, der sich auf den Hindernislauf spezialisiert hat, aber auch im  Langstreckenlauf an den Start geht.

## Sportliche Laufbahn
Erste internationale Erfahrungen sammelte Jakob Dybdal Abrahamsen im Jahr 2013, als er bei den Junioreneuropameisterschaften in Rieti in 8:59,58 min den sechsten Platz im Hindernislauf belegte. 2016 nahm er an den Europameisterschaften in Amsterdam teil, konnte dort aber seinen Vorlauf nicht beenden. 2019 erreicht er bei der Sommer-Universiade in Neapel in 14:41,51 min Rang 14 im 5000-Meter-Lauf und belegte im Hindernislauf in 8:43,54 min den achten Platz. Im Dezember lief er dann bei den Crosslauf-Europameisterschaften in Lissabon nach 32:27 min auf Rang 50 ein. 2021 startet er über 3000 Meter bei den Halleneuropameisterschaften in Toruń, verpasste dort aber mit 8:08,04 min den Finaleinzug.
In den Jahren 2019 und 2020 wurde Abrahamsen dänischer Meister im Hindernislauf sowie 2021 Hallenmeister im 3000-Meter-Lauf.

## Persönliche Bestzeiten
- 3000 Meter: 8:22,99 min, 21. März 2015 in Indianapolis
  - 3000 Meter (Halle): 7:56,86 min, 16. Januar 2021 in Skive
- 5000 Meter: 13:52,29 min, 23. April 2016 in Charlottesville
- 3000 m Hindernis: 8:34,04 min, 27. Mai 2016 in Jacksonville